# 피터 간츨러
피터 간츨러(Peter Gantzler, 1958년 9월 28일 ~ )는 덴마크의 배우, 영화 감독이다.
덴마크에서 태어났다.

## 방송
- 라스트 킹덤

## 영화
- 단 드림 (2017년)
- 라스트 킹덤 (2015년)
- 둠스데이: 지구 최후의 전쟁 (2014년) - 아담 역
- 익스큐즈 미 (2012년)
- 넛씽스 올 배드 (2010년)
- 대단한 가족 (2008년)
- 저스트 라이크 홈 (2007년)
- 템플 기사단의 잃어버린 보물 2 (2007년) - 크리스천 역
- 템플 기사단의 잃어버린 보물 (2006년)
- 오! 마이 보스! (2006년)
- 마법사, 롬바르도 (2004년) - 플로리안 역
- 리스테티븐 (2003년) - 태드지오 역
- 마이 시스터스 키즈 (2001년)
- 초급자를 위한 이태리어 (2000년)
- 어머! 물고기가 됐어요 (2000년)
- 어메이징 스토리 (1985년)